# Hvilsager-Lime Pastorat
Hvilsager-Lime Pastorat ligger i Syddjurs Kommune (tidligere Rosenholm) og har som sognepræst Lars Nymark Heilesen.